# Chloronana rotunda
Chloronana rotunda är en insektsart som beskrevs av Delong och Freytag 1964. Chloronana rotunda ingår i släktet Chloronana och familjen dvärgstritar. Inga underarter finns listade i Catalogue of Life.